# Никола Божков
Никола Божков, известен като Троячанец, е български революционер, прилепски деец на Вътрешната македоно-одринска революционна организация.

## Биография
Божков е роден в 1865 година в прилепското село Трояци, тогава в Османската империя. По професия е учител. Влиза във ВМОРО още в 1894 година, заклет от Даме Груев. В 1896 година е арестуван и затворен. След излизането си от затвора в 1897 година продължава с революционната си дейност и участва в пренасянето на оръжие от Свободна България в Прилепско. В 1898 годинае арестуван отново и лежи 8 месеца. В 1901 година става нелегален. През октомври 1901 година посреща Гоце Делчев. В 1902 година Делчев го изпраща в София.
На 15 март 1903 година заминава за Македония с чета от 29 души част от Съединената прилепска чета на Константин Кондов, за Прилепско. На 15 юли 1903 година дават сражение при Топличките гори. След това трите чети на Божков, на Петре Ацев и на Кольо Пешков се сражават втори път на Студенина, Беловодичко, където губят 15 души. На 16 юли 1903  година с Пере Тошев изгарят Градинешкия хан.
По време на Илинденско-Преображенското въстание през лятото е самостоятелен войвода в Прилепско. На 25 август залавя Киле Осман и изгаря кулата на Булиман.
При избухването на Балканската война в 1912 година е доброволец в Македоно-одринското опълчение и служи в четата на Михаил Чаков.
След Първата световна война се премества със семейството на сина си Георги в София.
На 25 февруари 1943 година, като жител на София, подава молба за българска народна пенсия, която е одобрена и пенсията е отпусната от Министерския съвет на Царство България.
Умира на 4 февруари 1946 година в София.